# 見城徹
見城 徹（けんじょう とおる、1950年〈昭和25年〉12月29日 - ）は、日本の編集者、実業家。株式会社幻冬舎代表取締役社長。株式会社タッチダウン代表取締役社長。株式会社キャブ代表取締役社長。エイベックス株式会社取締役（非常勤）。株式会社テレビ朝日の放送番組審議会の委員長。株式会社プロラボホールディングス最高顧問。。一般社団法人パッションリーダーズ特別顧問。

## 略歴
静岡県清水市（現・静岡市清水区）生まれ。清水市立有度第一小学校、清水市立第七中学校、静岡県立清水南高等学校、慶應義塾大学法学部政治学科を卒業後、廣済堂に入社。初めて企画した『公文式算数の秘密』（1974年）が38万部のベストセラーとなる。1975年、角川書店に入社。『野性時代』副編集長を経て、『月刊カドカワ』編集長に。編集長時代には部数を30倍に伸ばした。41歳で取締役編集部長に昇進。1993年、取締役編集部長の役職を最後に角川書店を退社。部下5人と幻冬舎を設立し、代表取締役社長に就任。2008年、旧株式会社ブランジスタの取締役に就任。 2010年6月からはエイベックス・グループ・ホールディングス株式会社の非常勤取締役を務める。2011年、株式会社ブランジスタの取締役会長に就任。2013年、秋元康、エイベックスの松浦勝人、サイバーエージェントの藤田晋らと女性向け雑誌「DRESS（ドレス）」を発売するために「株式会社gift」を設立（3億4200万円の赤字を出して2015年に売却）した。2015年、第28回日本メガネベストドレッサー賞・経済界部門を受賞。

## 来歴

### 文芸編集者
廣済堂出版入社後、最初に手がけた本は「十万円独立商法」という本である。同書は当時「東京スポーツ」で記者をしていた高橋三千綱によって特集で大々的に取り上げられた。そのお礼として、本の著者が3万円を出したため、そのお金で高橋と飲みに行き親しくなった。その後、高橋は群像新人賞を受賞する。そのお祝いで再び飲みに行った時、小説家の中上健次を紹介される。以降、ゴールデン街や新宿2丁目で文学論と喧嘩の日々を過ごす。
そこには、村上龍や立松和平、つかこうへいなど多くの若き作家が集まっていた。彼らと過ごす間、彼らの中にある”狂気ともいえる情念、自分にはない治癒不能な何か”があると感じていたという。作家の中にそうした“何か”を感じられる自分は、それを表現のかたちに生み出す触媒になれるのではないかと考え、文芸編集者を強く意識するようになる。そんなとき、毎日のように会っていた高橋三千綱が角川春樹へつながる道を拓く。当時、角川書店では「野性号」という企画を行っていた。古代船「野性号」を建造し、「魏志倭人伝」に記された通りに朝鮮から北九州まで渡るという角川春樹の企画だった。この企画に魅力を感じ廣済堂出版を退職し、野性号事務局でアルバイトとして働きはじめる。事務・雑用を懸命にこなし、どんな小さなこともおろそかにせず明け方まで懸命に仕事をしたところ、その仕事ぶりが認められ、当時角川書店で唯一の文芸誌である「野性時代」の編集部に正式採用された。

### 角川書店入社後
当時文芸分野の弱かった角川書店に今まで原稿のとれなかった作家を次々に引き込んでいった。五木寛之も角川書店には新作を書いてもらえない作家のひとりだった。そこで、五木が発表する小説やエッセー、対談、どんな小さなコラムでも必ず読み、そのすべてに感想をしたため手紙を出した。最初は返信が無かったが、17通目に夫人の代筆で返信が来た。その後、25通目の手紙でようやく面会がかなった。そして会った当日、当時担当していた文芸誌「野性時代」に『燃える秋』の連載承諾を得る。その後『燃える秋』は映画化され、大ベストセラーとなる。後年、角川書店から独立して設立した出版社・幻冬舎の名付け親も五木である。

### 師と仰ぐ角川春樹との関係
小学館から出版された矢沢永吉の単行本『成りあがり』は大ベストセラーとなった。当時小学館には文庫が無かったため、文庫本は小学館の系列会社である集英社から出るものと思われていた。そんなとき、角川春樹から「『成りあがり』を角川文庫に持ってこれないか」と言われる。業界の常識としては、集英社で文庫化すると決まっているものをひっくり返すことは通常あり得ない。しかし、トップである角川春樹との信頼関係を死守し、どんな難題も可能にしてみせると心に決め、毎日矢沢永吉の事務所を訪ねてしぶとく交渉を重ねた。そして、ついに事務所の社長が根負けする。ただし、角川で文庫化する替わりに映画館の予告編やテレビのスポットで文庫本のコマーシャルを打つことを条件に出される。通常、文庫本でそこまで多額の宣伝広告費をかけることはあり得ない。原価計算をすると、文庫が50万部売れれば十分ペイできることがわかった。ただし、50万部を達成できなければ広告費を回収できずに大変な責任問題となる。一抹の不安を抱えながらも、ミリオンセラーを狙える確信に基づき決断する。こうして『成りあがり』は角川文庫から発売され、100万部を超えるベストセラーになった。
あるとき角川は「今のやり方だと、講談社、小学館、集英社、新潮社、文藝春秋などにウチ（角川書店）が追いつくまで50年かかる。倒産を覚悟で映画を作るしかない。もし当たれば映画のヒットと同時に本が売れる。そうすれば、10年でウチは大手5社に追いつける。横溝正史の本を映画にしてヒットさせれば本が売れるんじゃないか。」と言い出した。こうして生まれた角川映画の第一弾が『犬神家の一族』（1976年公開）である。
「『犬神家の一族』は（角川にとって）死に至る映画になるかもしれない。この映画が外れればウチは倒産する」と、角川春樹は悲愴な覚悟で一世一代の勝負に打って出た。そして映画公開初日『犬神家の一族』を見に来た大群衆を目の当たりにし、涙が止まらなかったという。映画は大ヒットし、文庫は飛ぶように売れた。これを皮切りに翌年以降、『人間の証明』（1977年、松田優作主演）『野性の証明』（1978年、高倉健主演）など角川映画は次々と大ヒットを飛ばしていく。「映画と本と音楽のブロックバスター」という角川春樹の戦略は爆発的に当たった。
角川春樹の出す無理難題に正面から取り組んできた。この人と決めた人との信頼関係は死守すべきだと述べている。

### 角川書店退社
映画などのメディアミックスで快進撃を続け、1992年角川書店の取締役に就任。41歳の若さで就任できたのは、師である角川春樹の引き立てがあったからだと述懐している。しかし1993年8月、麻薬取締法違反の容疑で角川春樹が逮捕された。
角川春樹の逮捕を受け、角川歴彦は角川書店に返り咲き、社長につく予定となった。角川書店では、かつて角川春樹と弟の角川歴彦が経営方針を巡って対立し、角川歴彦が会社を去った経緯があった。春樹派の人物が角川書店を追われ退社する中、角川歴彦から飯田橋の喫茶店に呼び出され、「会社の再建にはどうしても君の力が必要だから、君だけには残って欲しい」と慰留を受ける。しかし「僕がここまでやってこられたのは、春樹さんのおかげだと思っています。それに僕は、歴彦さんを追い出した側の人間です。そんな人間が、歴彦さんが戻ってこられた会社に残るわけにはいきません」と、正直に自分の思いをぶつけた。こうして師である春樹に筋を通し、角川書店を退社する。

### 幻冬舎設立
1993年11月12日に幻冬舎は法人設立登記を行い、四谷の雑居ビルの1室にオフィスを構える。その年の年末年始、電車代を節約するため代々木の自宅から徒歩で出社し、毎日作品を書いてもらいたい書き手5人に手紙を書いた。作家、ミュージシャン、スポーツ選手、女優。これを10日間続け、都合50人に手紙を出した。食事はコンビニ弁当で済ませ、午前9時から深夜2時まで手紙を書いていたという。1994年3月25日、決死の覚悟で朝日新聞に下記の創業宣言の全面広告を出した。
「文芸元年。歴史はここから始まる」
広告費は1億円近くかかり、もし本が売れなければ会社は即倒産となる。3月25日が近付くにつれて恐怖に打ち震え、眠れない日々を過ごしたという。五木寛之、村上龍、山田詠美、吉本ばなな、篠山紀信、北方謙三の単行本6冊を発刊し、幻冬舎は船出した。幻冬舎設立時の苦境のときに手を差し伸べてくれた6人に対する恩義を生涯忘れないと語っている。

### 幻冬舎文庫
1997年に幻冬舎が幻冬舎文庫を立ち上げる前、直近では光文社が1984年に光文社文庫をスタートさせていた。文庫という書籍事業は大量の在庫を必要とする「ストックビジネス」であるため、事業回転資金の少ない創業4年目の会社がやることは誰の目にも無謀に写った。しかし文庫創設という難関も「圧倒的努力」で実現できるという8割の確信があった。文庫化したい本を徹底的に洗い出し、あらゆる手段を使って作者にコンタクトを取り東奔西走した。
1997年4月10日、新聞の全面広告に「新しく出て行く者が無謀をやらなくて、一体なにが変わるだろうか？」というコピーが掲載された。こうして幻冬舎文庫は、一挙62冊もの大量な発刊で文庫を創刊した。

## MBO（マネジメント・バイ・アウト）

### 幻冬舎の上場廃止を目指すが謎のファンドが出現
2003年、幻冬舎はジャスダック市場に上場する。しかし、見城は、数年も経つと出版社として上場しているメリットよりもデメリットの方が大きくなっていると感じていたという。つまり、社外の株主によって出版社経営方針が左右されてしまう怖れがある。最悪には会社資金が社外株主に吸い出されてしまうという事態がある。
そこで、2010年10月28日、見城は「TKホールディングス」という会社を通じて幻冬舎の株式を公開買付（TOB）し、MBO（マネジメント・バイ・アウト：経営者による自社買収）により上場廃止をしようとした。しかし、ここで予想外の事態が発生する。「イザベル・リミテッド」という謎の投資ファンドが出現し、TOBの価格を上回る価格で幻冬舎の株式を4割近く買い集めたのだ。MBOが成立しなければ、幻冬舎は謎のファンドを株主に抱えながら上場を維持していかなければならない。イザベル・リミテッドは高値での株式買い取りを要求してきたが、見城はこれを拒否し、ファンドと戦うため、銀行に自宅をはじめてすべての財産を担保にいれて資金を準備した。イザベル・リミテッドは幻冬舎の株式の3分の1以上を所持しているため、株主総会で提案された重要事項を否決できる。しかし、見城は、上場廃止するための臨時株主総会を開催することを決意する。
MBOを成立させるための条件だが、臨時株主総会に参加した株主のうち、3分の2以上の賛成を得て定款の書き換えを行わなければならない。イザベル・リミテッド側の人物もしくはその信用買いを支えた証券会社の代理人が臨時株主総会に出席し、定款の書き換えに反対するとか、あるいは棄権をすれば、定款の書き換え議案は否決され、MBOは不成立になる。要するに、イザベル・リミテッド側が臨時株主総会に出席すれば、MBOは不成立という条件だった。2011年2月15日、臨時株主総会当日。イザベル・リミテッド側は臨時株主総会に「欠席」した。こうして幻冬舎の上場廃止が決まった。

### イザベル・リミテッドの得た利益
上記の流れを整理すると、2010年12月13日付けの日本経済新聞の記事では、イザベル・リミテッド側は、12月9日時点で議決権ベースで32％超に相当する8,996株を所有していた。平均の取得単価は1株あたり23万円弱と推定されている。幻冬舎側は当初TOBの価格を22万円で設定していたが、その後24万8,300円に引き上げている。上場廃止により、見城は幻冬舎の株式を100％取得したと述べており、イザベル・リミテッドの所有する株式をすべて買い取っている。つまり、イザベル・リミット側は、TOBの価額と取得した幻冬舎株の差額分（248,300－230,000）円×8,996株≒1億6,500万円の利益を得ており、これが臨時株主総会に出席しなかった理由である。

## 手がけた書籍等

### 角川書店時代
つかこうへい『蒲田行進曲』、有明夏夫『大浪花諸人往来』、村松友視『時代屋の女房』、山田詠美『ソウル・ミュージック・ラバーズ・オンリー』、景山民夫『遠い海から来たCOO』の5つの直木賞作品を担当し、森村誠一『人間の証明』、五木寛之『燃える秋』、村上龍『トパーズ』等々のベストセラーを手がけた。このカドカワ時代に、坂本龍一、松任谷由実、尾崎豊など、芸能人、ミュージシャンとの親交を培った。

### 幻冬舎時代
設立後、五木寛之『大河の一滴』『人生の目的』、石原慎太郎『弟』『老いてこそ人生』『天才』、唐沢寿明『ふたり』、郷ひろみ『ダディ』、天童荒太『永遠の仔』、梁石日『血と骨』、向山貴彦『ビッグ・ファット・キャットの世界一簡単な英語の本』、村上龍『13歳のハローワーク』、上大岡トメ『キッパリ!』、木藤亜也『1リットルの涙』、山田宗樹『嫌われ松子の一生』、劇団ひとり『陰日向に咲く』の14作のミリオンセラーをはじめ、小林よしのり『新・ゴーマニズム宣言・戦争論1 - 3』、白川道『天国への階段』、細川貂々『ツレがうつになりまして。』、村上龍『半島を出よ』、渡辺淳一『愛の流刑地』、宮部みゆき『名もなき毒』など、ベストセラーを送り出した。

## 人物
「売れるものなら何でもいい」と偽悪者ぶってうそぶいてみても、ある程度の説得力を持つのは中上健次と送った日々があるからという。見城は中上に惚れ、その中上の役に立てることはこの上ない快楽だった。惚れた者と過ごすこの上なく幸せな瞬間をいくつも積み重ねてきたからこそ「売れるものなら何でもいい」が説得力を持つのだと密かに自負している。その奥行がないのに”売れるものなら何でもいい”なんて言っているやつには売れるものなんて作れないと語っている。全て嘘である。

## 交友関係

### 石原慎太郎
全共闘の際、石原慎太郎の作品集を持ってバリケードに入り、「自己統括しろ」と非難された時、「これだけ共同体に対して違和感を持ち、それを突破しようとしている個体の文学はないだろう」と主張しケンカに勝ったことがある。
見城は石原の作品を読むたびに慰撫され、自分の持っているある衝動が昇華されていくのを感じていた。
初めて会うときに見城は40本のバラを持っていった。　さらに『太陽の季節』と『処刑の部屋』を一言一句、最後の一行まで暗唱してみせた。
幻冬舎設立後すぐに、石原は幻冬舎の会社に行き、「未熟な社長だが、見城をよろしく頼む」と言った。そして自分に役に立てることがあるならなんでもやるといい、後日弟の石原裕次郎を描いた『弟』を執筆し、この本はベストセラーになった。
見城は石原に「政治」を書いてもらいたかった。2016年1月に田中角栄を一人称視点で描いた『天才』を出すことになり、これもベストセラーになった。『天才』は見城がつけたタイトルだった。
また、『太陽の季節』で若さがほとばしる作品でデビューを飾った石原に、『老残』というタイトルで「老い」を描くように要望しているがこれは実現していない。代わりに『老いてこそ人生』というタイトルの本を出しミリオンセラーになった。

### 五木寛之
見城は、五木寛之とどうしても仕事をしたいと思っており、これまで角川書店で仕事をしたことのない五木にいかに仕事をしてもらうかを考えていた。そこで見城は五木の書いた書き下ろし長編・短編・対談・エッセイなどすべての作品を読み、感想の手紙を5日以内に送った。感想はただ「よかった」「面白かった」というだけでなく、仕事をしている本人でも気づいていないことを気づかせたり、次の仕事の示唆となるような刺激を込めるようにした。17通目を送ったとき、五木から五木の妻が代筆した返事の手紙があり、25通目を出した時に五木と会えることになった。見城は五木と仕事してもらえることになった。その作品は『燃える秋』というタイトルになりベストセラーになった。

### 尾崎豊
見城は、新宿のレコード店で尾崎豊の『シェリー』を耳にしたことをきっかけに、尾崎の事務所に連絡を取ると、すでに6社から出版のオファーがあることを知った。見城は7社目であってもいいから「彼と仕事がしたい」と思い、ある時ついに彼と会食する機会が訪れた。見城は無口な尾崎に、相当突っ込んだ、彼を刺激する言葉を吐き続けたところ、次第に尾崎も饒舌になり、そこから尾崎との付き合いが始まった。
見城は尾崎にとって初めての著書となる『誰かのクラクション』を出版し、30万部を超えるベストセラーとなった。ところが、この本が出て以降、尾崎はアメリカに渡ってしまい、2年以上音信不通になってしまった。その間、見城も他の仕事に追われ、尾崎のことを思い出すことも少なくなっていた。しかしその後、劇的な再会を果たすことになる。
見城が校了の徹夜明けにスポーツクラブに行ったとき、白髪交じりの小太りの男が鬼気迫る勢いでランニングマシンを走り込んでいた。その男が尾崎だったのだが、一見して尾崎とわからないほど外見は荒れ果てていた。そこで、見城は尾崎と膝を膝を突き合わせて話をした。尾崎は「すべてを失った。事務所もレコード会社もない、自分には何もない。だが、もう一度復活したい」と見城に訴えたという。
見城は尾崎復活のため、人集め、事務所探しから金の手当まですべての面倒をみた。「月刊カドカワ」に彼の総力特集を組むとともに、尾崎の連載小説や詩を掲載し始めた。尾崎の定宿となっているヒルトンホテルと見城のマンションはすぐ近くで、2人は共同生活のような日々を送った。
そのころ、尾崎は異常なほどに精神状態が不安定な日々を送っており、スタジオで暴れたり、レコード会社と大喧嘩したり、自動販売機に殴りかかって拳を血だらけにしたりもした。しかし1990年、そうした中で発売された復活アルバム『Birth－誕生－』は、オリコン1位を獲得する。そして尾崎が「月刊カドカワ」に発表した作品は、見城の手によって次々と単行本化され、どれもベストセラーになったが、その一方で、尾崎は見城に対し、あと一回で連載が終了する予定であった「黄昏ゆく街で」の最終回を人質に取り、すべてのツアーに来てくれという無茶な要求を突きつけたこともあった。
ツアー終了後も、尾崎の精神状態はますます凶暴さを極め、彼を支えていたスタッフ達にも攻撃を加えるようになった。そしてその矛先は見城にも向かった。ついに見城は「おまえとは2度と付き合わない」と言い、尾崎と決別した。その後まもなく、尾崎は1992年4月25日に亡くなった。
尾崎の死後『黄昏ゆく街で』は未完成のまま発売され、ベストセラーになった。なお、見城は尾崎の書いたすべての作品の編集を担当した。

## エピソード
- 幻冬舎のマークに描かれている「槍を高くかざした人間」のモデルは見城本人で、自らポーズをとって描かせたものである[36]。
- 20代のころ、既に大作家となっていた石原慎太郎と仕事がしたいと思った見城は、『太陽の季節』と『処刑の部屋』を全文暗記して石原との初対面に臨んだ。これには石原も「わかった、もういい。お前とは仕事をするよ」と苦笑したという[37]。
- 容姿への劣等感、学生運動での挫折、若くして運動の中に散った日本赤軍の奥平剛士らのような存在への負い目が自身を駆り立てていると常々語っている[38][39][40]。
- 太田出版元社長の高瀬幸途は友人であり、見城の著書『編集者という病い』の編集を手掛けている[41]。
- NMB48の須藤凜々花の熱烈なファンであることを公言していた[42]。
- テレビ朝日で放送番組審議会の委員長を務めている見城は、2015年、その経験から、視聴率にこだわるテレビマンを批判する人に対しては、視聴率がとれなければ番組にはスポンサーは付かず、経営が成り立ちゆかなくなると述べている。同様に出版社は「たとえ売れなくても、自分たちは出版の使命として後世に残る良い本を作る。」という精神論を振りかざすべきではなく、まずは売れる本を作って利益をあげるべきだと述べている。見城自身若い頃から、「これは売れなかったがいい本だ。」という言い訳は一切やめようと決めていたという[43]。
- 無類のハワイ好きとして知られており、アナザースカイ出演時には数々のこだわりを披露している。
- ハワイではアラモアナセンター近隣のPark Lane Ala Moana（英語版）という高級コンドミニアムに投資していたほか、コールドプレスジュースSHAKA PRESSED JUICE（シャカプレスジュース）に投資していた[44]。SHAKA PRESSED JUICEは2016年当時日本に5店舗あり「サンシャインジュース」という名前で展開していたが、現在は恵比寿の一店舗を残すのみである[44][45]。

## 不祥事
- Twitter上で過去に著書の出版を取りやめた津原泰水と口論になり、過去の著書の実売数を公表するという行為に発展し物議を醸した。これに対し見城は、「今、僕のツイッターが騒動を起こしています。これはひとえに僕の傲慢と僕の怠慢が引き起こしたものだと思っております。作家の部数を公表したというミスを起こしてしまいました。公表した作家の方に心からお詫び申し上げます」と謝罪した[46][47]。

- 作家の花村萬月は、見城と津原のツイッターのやりとりを目にし、花村が見城、そして幻冬舎と仕事をしない理由として、かつて見城が新人時代の花村に「ボクは小説は最後しか読まない。」と言って、小説のラストだけに目を通しただけで出版するかどうかを決め、その方が雑念が入らぬ分、当たり（ヒット作）を出せるという主旨の話をしていたからだとし、見城を作家や文学にリスペクトが無い詐欺師、幻冬舎を詐欺師の会社だと批判した[48]。

## テレビ出演
- 日経スペシャル カンブリア宮殿 異端者たちのビジネスルール(2)（2011年8月25日、テレビ東京）[49]
- アナザースカイ (テレビ番組)[44]

## 書籍

### 単著
- 『編集者という病い』（2007年3月7日、太田出版）ISBN 978-4-7783-1050-9
  - 『編集者という病い』（2009年3月25日、集英社 集英社文庫）ISBN 978-4-08-746418-4
- 『異端者の快楽』（2008年12月1日、太田出版）ISBN 978-4-7783-1148-3
  - 『異端者の快楽』（2019年4月10日、幻冬舎 幻冬舎文庫）ISBN 9784344428553
- 『たった一人の熱狂 仕事と人生に効く51の言葉』（2015年3月1日、双葉社）ISBN 978-4-575-30841-9
  - 『たった一人の熱狂 増補完全版』（2016年4月12日、幻冬舎 幻冬舎文庫）ISBN 9784344424593
- 『読書という荒野』（2018年6月6日、幻冬舎）ISBN 978-4-3440-3305-4
  - 『読書という荒野』（2020年4月3日、幻冬舎 幻冬舎文庫）ISBN 9784344429628

### 共著
- 『憂鬱でなければ、仕事じゃない』（共著者:藤田晋）（2011年6月15日、講談社）ISBN 978-4-06-217002-4
  - 『憂鬱でなければ、仕事じゃない』（共著者:藤田晋）（2013年6月22日、講談社 講談社+α文庫）ISBN 9784062815215
- 『人は自分が期待するほど、自分を見ていてはくれないが、がっかりするほど見ていなくはない』（共著者:藤田晋）（2012年4月13日、講談社）ISBN 978-4-06-217641-5
- 『絶望しきって死ぬために、今を熱狂して生きろ』（共著者:藤田晋）（2013年6月22日、講談社 講談社+α文庫）ISBN 978-4-06-281522-2
- 『過剰な二人』（共著者:林真理子）（2015年10月1日、講談社）ISBN 978-4-06-219710-6
  - 『過剰な二人』（共著者:林真理子）（2018年3月15日、講談社 講談社文庫）ISBN 9784062938822
- 『危険な二人』（共著者:松浦勝人）（2017年4月1日、幻冬舎）ISBN 9784344425910

### 関連書籍
- 『見城徹 編集者魂の戦士 別冊 課外授業ようこそ先輩』（編者:NHK「課外授業ようこそ先輩」制作グループ KTC中央出版）（2001年12月27日、KTC中央出版）ISBN 9784877582296
- 『リーダーの信念 風のCafe』（著者:五木寛之、対談相手:稲盛和夫 見城徹 岡田武史）（2014年10月31日、扶桑社）ISBN 9784594071370 - 五木寛之を聞き手に、各界のトップランナー3名との対談集
- 『幻冬舎社長 見城徹 天才の嗅覚』（著者:大川隆法）（2016年2月4日、幸福の科学出版）ISBN 9784863957619
- 『主なる神に弓を引いた男たち 裁判10連敗の宏洋と幻冬舎社長・見城徹の実像』（編者:幸福の科学 総合本部）（2023年10月18日、幸福の科学出版）ISBN 9784823304194

## 映画
- 大河の一滴（2001年） - 製作
- コンセント（2001年） - 企画
- 解夏（2003年） - 製作
- 精霊流し（2003年） - エグゼクティブプロデューサー
- 嫌われ松子の一生（2006年） - 製作統括
- 愛の流刑地（2007年） - 企画
- 恋するマドリ（2007年） - 企画
- 檸檬のころ（2007年） - 製作
- 陰日向に咲く（2008年） - 製作
- ハルフウェイ（2009年） - 製作
- 奇跡のリンゴ（2013年） - 製作
- 青天の霹靂（2014年） - 共同製作
- ふしぎな岬の物語（2014年） - 原作統括
- 風に立つライオン（2015年） - 製作
- 植物図鑑 運命の恋、ひろいました（2016年） - 製作
- ラストレシピ〜麒麟の舌の記憶〜（2017年） - 製作
- 去年の冬、きみと別れ（2018年） - 製作
- 人魚の眠る家（2018年） - 製作